# مورتال کامبت (فیلم ۱۹۹۵)
مورتال کامبت (به انگلیسی: Mortal Kombat) یک فیلم فانتزی رزمی آمریکایی محصول سال ۱۹۹۵، به کارگردانی پل دبلیو. اس. اندرسون با بازی رابین شو، لیندن اشبی، کریستوفر لمبرت، تالیسا سوتو و کری هیرویوکی تاگاوا است.
فیلم مورتال کامبت براساس یکی از اولین بازی‌های ویدئویی در سبک مبارزه‌ای به همین نام ساخته شده‌است.